# The First of the Microbe Hunters
The First of the Microbe Hunters est un maxi du groupe anglais Stereolab, sorti en mai 2000. Du fait de sa longueur, ce disque est parfois classé comme album dans les discographies du groupe. Sur le site officiel de Stereolab, il est classé comme  « mini-LP ».

## Liste des titres
1. Outer Bongolia – 9:29
2. Intervals – 4:38
3. Barock-Plastik – 3:00
4. Nomus et Phusis – 4:23
5. I Feel the Air (Of Another Planet) – 8:13
6. Household Names – 3:42
7. Retrograde Mirror Form – 6:23